# Indigofarvning i gamle dage
Indigofarvning i gamle dage er en dansk dokumentarfilm fra 1949 med instruktion og manuskript af Hans Lassen.

## Handling
Indigo var farveriernes vigtigste indfarvningsstof indtil omkring år 1900. Filmen om det er optaget i den gamle farvergård i Ebeltoft. Det demonstreres hvordan farvningen foregår, lige fra indigoen stødes i en stor jerngryde ved hjælp af kanonkugler, indtil tøjet efter at have gennemgået forskellige processer har fået den rigtige blå farve.